# Karaivanța, Gabrovo
Karaivanța (în bulgară Караиванца) este un sat în comuna Dreanovo, regiunea Gabrovo,  Bulgaria. 

## Demografie
Componența etnică a satului Karaivanța
     Bulgari (48,83%)
     Romi (30,23%)
     Nicio identificare (4,65%)
     Altele (16,27%)
La recensământul din 2011, populația satului Karaivanța era de 43 locuitori. Nu există o etnie majoritară, locuitorii fiind bulgari (48,83%) și romi (30,23%). Pentru 4,65% din locuitori nu este cunoscută apartenența etnică.